# フ妃
璷妃（ふひ、道光21年（1841年）2月10日 - 光緒21年（1895年）4月21日）は、清の咸豊帝の側室。満洲正白旗の出身。姓は葉赫那拉氏。主事全文の娘。

## 生涯
道光21年（1841年）2月10日に生まれる。

### 咸豊年間
咸豊5年（1855年）2月10日、満洲正白旗の員外郎・桂祥の娘那拉氏が璹貴人に、満洲正白旗の主事・全文の娘 那拉氏が璷貴人に封じられる。
璹貴人は嬪相当の待遇を受け、食事の配給や燃料（石炭・蝋燭）も嬪の基準で支給されたのに対し、同日に封じられた璷貴人は通常の貴人待遇にとどまっていた。
咸豊8年（1858年）2月24日、璷貴人は嬪相当の待遇を剥奪され、食事の配給や燃料は貴人の基準に変更。宮中の序列は玫貴人の次となる。

### 同治年間
咸豊11年（1861年）10月、咸豊帝の崩御により帝位を継いだ同治帝により璷嬪に昇格。

### 光緒年間
同治13年（1874年）11月、同治帝の崩御により帝位を継いだ光緒帝によって璷妃に昇格し、貴妃と同じ待遇を受ける。
光緒15年（1889年）2月11日、内廷の緞庫（布倉庫）の記録によると、璷妃の誕生日には貴妃相当の以下のような布が支給された。
- 藕合色（淡いピンク）の小巻紬 5着
- 月白色（淡い青）の小巻紬 5着
- 灰色の五絲緞 5着
- 金黄色の五絲緞 5着
- 青い縐紬（しぼのある紬） 5着
- 醤色の紡絲（茶色の絹） 5着

### 晩年と死
光緒21年（1895年）4月21日、璷妃は55歳で薨去した。
宮廷ではかつて彼女を璷貴妃と称されていたことから、皇帝の勅命により貴妃の待遇で葬儀が準備され、定陵妃園寝に埋葬される。
璷妃の葬儀は「嬪」の待遇で葬儀が行われた慶妃に対して、貴妃相当の葬儀となった。
これは咸豊年間に懿貴妃（後の西太后）と共に儲秀宮に住んでいた両者の間で、西太后との関係性の違いが葬儀の待遇差を生んだからだとされている。

## 伝記資料
- 『清史稿』
- 『清実録』